# Ahmad ibn Sumait
Ahmad ibn Abī Bakr ibn Sumait (arabisch أحمد بن أبي بكر بن سميط, DMG Aḥmad ibn Abī Bakr ibn Sumayṭ, geb. 16. Januar 1861 in Itsandraa, Grande Comore, gest. 7. Mai 1925 in Sansibar) war einer der bedeutendsten arabisch-islamischen Gelehrten von Sansibar während der Zeit des britischen Protektorats. Er war ungefähr 40 Jahre lang als Qādī in Sansibar tätig und übte von 1908 an außerdem das Amt des Muftis von Sansibar aus. Ahmad ibn Sumait war Schafiit und Sufi und gehörte der Tarīqa ʿAlawīya an.

## Leben

### Abstammung und Ausbildung
Ahmads Familie, die Āl ibn Sumait, gehört zu den Bā-ʿAlawī-Familien des Hadramaut, die sich als Nachkommen des Propheten Mohammed betrachten. Im Hadramaut selbst lässt sich die Ibn-Sumait-Familie seit dem 16. Jahrhundert nachweisen. Ahmads Vater, der Dau-Kapitän Abū Bakr ibn ʿAbdallāh ibn Sumait, war in den 1850er Jahren aus Tarīm nach Grande Comore ausgewandert und hatte sich in Itsandraa, einer kleinen Stadt nördlich von Moroni an der westlichen Küste der Insel, niedergelassen. Hier wurde Ahmad ibn Sumait am 5. Radschab 1277 (= 16. Januar 1861) geboren.
Seine erste Ausbildung erhielt Ahmad bei seinem Vater, der allerdings schon 1874 verstarb. Danach unterhielt er Unterricht bei dem ebenfalls aus dem Hadramaut stammenden Gelehrten Abū l-Hasan ibn Ahmad Dschamāl al-Lail, auch bekannt als Mwinyi Bahasani (1801–1883). Bei letzterem studierte er mehrere Werke, darunter den Korankommentar Tafsīr al-Dschalālain von Dschalāl ad-Dīn al-Mahallī (1389–1459) und Dschalāl ad-Dīn as-Suyūtī (1445–1505).
1880/81 unternahm er seine erste Reise in den Hadramaut, die Heimat seiner väterlichen Familie, um unter den führenden ʿAlawī-Scheichen seiner Zeit Sufik zu studieren. Darunter waren ʿAidarūs ibn ʿUmar al-Hibschī (1821–1896) aus al-Ghurfa, ʿAlī ibn Muhammad al-Hibschī (1843–1915) in Sai'ūn, Ahmad al-ʿAttās (1841–1915) in al-Huraida und ʿAbd ar-Rahmān ibn Muhammad al-Maschhūr (1834–1902). Die meiste Zeit hielt er sich in Schibam auf, der Stadt der Sumait-Familie.

### Erste Ernennung zum Qādī in Sansibar und Reisejahre
Nach seiner Rückkehr aus dem Hadramaut nach Ostafrika im Jahre 1883 wurde Ahmad ibn Sumait trotz seines jugendlichen Alters von Sultan Barghasch ibn Said zum Qādī von Sansibar ernannt. Aufgrund des niedrigen Status, den schafiitische Qādīs am Hof des ibaditischen Sultans hatten, gab er seine Position jedoch 1885 schon wieder auf und kehrte in seinen Heimatort Itsandraa zurück. Barghasch erklärte ihn daraufhin zur Persona non grata.
Von Itsandraa aus reiste Ahmad ibn Sumait noch 1886 nach Istanbul, wo er von dem osmanischen Sultan Abdülhamid II. empfangen wurde. Der Sultan stattete ihn mit Ehrenmedaillen aus, erteilte ihm ein Stipendium und vertraute ihn seinem ebenfalls aus dem Hadramaut stammenden Berater Fadl ibn ʿAlawī ibn Sahl (1824–1900, auch bekannt als Fadl Pascha) an. Ahmad ibn Sumayt verfasste selbst ein hagiographisches Werk in arabischer Sprache über Fadls Vater, den Saiyid ʿAlawī ibn Muhammad ibn Sahl, der 1844 in Indien gestorben war. Dieses Werk enthielt zahlreiche Berichte über Wunder (karāmāt), die Fadl angeblich vollbracht hatte. Während Ahmad ibn Sumait in Istanbul weilte, wurde ihm im Oktober 1886 in Itsandraa sein Sohn ʿUmar geboren.
Schon Ende 1886 oder Anfang 1887 verließ Ahmad ibn Sumait Istanbul wieder und reiste nach Kairo weiter, wo er zeitweise an der  Azhar unterrichtete. Anschließend reiste er nach Mekka, um den Haddsch zu vollziehen.

### Im Dienst der Bū-Saʿīdī-Sultane und der Briten
Nach dem Herrschaftsantritt von Chalīfa ibn Saʿīd im Jahre 1888 kehrte Ahmad ibn Sumait nach Sansibar zurück. Unter der Herrschaft von Chalīfa (1888–1890), der ihn als Qādī von Sansibar einsetzte, und dessen Nachfolger ʿAlī ibn Saʿīd (1890–1893) erreichte sein Einfluss am Hof der Bū-Saʿīdī-Sultane einen Höhepunkt. 1898 reiste er erneut in den Hadramaut, wobei ihn dieses Mal seine beiden Söhne Saiyid ʿUmar und Saiyid Abū Bakr begleiteten.
Als Ahmad ibn Sumait im Jahre 1903/04 ein Fatwa gegen den Dhikr der Qādirīya-Bruderschaft verkündete, führte dies dazu, dass der Chief Qādī von Sansibar Burhān ibn ʿAbd al-ʿAzīz al-Amawī, der einer der führenden Gelehrten der Qādirīya war und als Berater von Sultan ʿAlī ibn Hammūd fungierte, gegen ihn intrigierte. Er erreichte, dass Ibn Sumait als Qādī von Sansibar abgesetzt und seine Zuständigkeit auf die ländlichen Gegenden beschränkt wurde.
Im Zuge der Rechtsreformen von 1908 (Zanzibar Courts Decree), die dem Sultan die Kontrolle über das Rechtssystem entzogen, setzten die Briten Ahmad ibn Sumait 1908 wieder in sein Amt als Qādī von Sansibar ein. Außerdem übertrugen sie ihm die Position des offiziellen Muftīs von Sansibar. Ahmad ibn Sumait behielt die beiden Positionen bis zu seinem Tode.
Sein engster Schüler und Gefährte war ʿAbdallāh Bā Kathīr al-Kindī, der später die erste Akademie für höhere islamische Bildung in Sansibar gründete. Andere Schüler von ihm waren Muhammad ibn ʿUmar al-Chatīb (1876–1957), Muhammad ibn ʿAlawī Dschamal al-Lail (1886–1962) und Saʿīd ibn Muhammad ibn Dahmām (1877–1926) sowie sein Sohn ʿUmar ibn Ahmad Sumait (1886–1976). Ahmad ibn Sumait starb am 13. Schauwāl 1343 (= 7. Mai 1925) im Kreise seiner Familie. Er wurde in einer Grabstätte hinter der Freitagsmoschee von Malindi in Sansibar begraben.

## Werke
Neben dem hagiographischen Werk über ʿAlawī ibn Muhammad ibn Sahl, das er in Istanbul schrieb, verfasste Ahmad ibn Sumait Kommentare zu verschiedenen sufischen Gedichten. Die wichtigsten davon waren Tuḥfat al-labīb šarḥ ʿalā Lāmīyat al-Ḥabīb ʿAbdallāh ibn ʿAlawī al-Ḥaddād (gedruckt 1913–14 in Kairo), in dem er die Ursprünge und Glaubenslehren der Tarīqa ʿAlawīya erklärte, und Manhal al-wurrād min faiḍ al-amdād bi-šarḥ Abyāt al-Quṭb ʿAbdallāh ibn ʿAlawī al-Ḥaddād (gedruckt 1897–98 in Mekka).